# Euryneura robusta
Euryneura robusta är en tvåvingeart som beskrevs av Kertesz 1908. Euryneura robusta ingår i släktet Euryneura och familjen vapenflugor. Inga underarter finns listade i Catalogue of Life.